# Rudolf Bühler (Politiker, 1939)
Rudolf Bühler (* 24. August 1939 in Rammelsbach; † 23. Dezember 2020 in Schorndorf) war ein deutscher Politiker. Er gehörte von 1992 bis 1996 als Mitglied der Republikaner dem Landtag von Baden-Württemberg an.

## Leben
Nach der Volksschule und einer Lehre als Elektroinstallateur in Winterbach arbeitete Rudolf Bühler bei der Firma Bauknecht in Schorndorf. 1965 legte er die Meisterprüfung ab und arbeitete in der Folge als selbständiger Elektromeister. Er führte ein eigenes Geschäft in Winterbach. 1984 bis 1986 bildete er sich im Abendstudium weiter auf den Gebieten Volks- und Betriebswirtschaft. Seit 1984 arbeitete er bei den Stadtwerken Waiblingen als Elektromeister im Bereich Energieversorgung. Nach seiner Wahl in den Landtag wurde er 1992 freigestellt. Bei den Republikanern amtierte er als stellvertretender Vorsitzender im Rems-Murr-Kreis.
Bühler hatte von 1992 bis 1996 für seine Partei ein Zweitmandat im Landtagswahlkreis Schorndorf inne.
Rudolf Bühler starb im Dezember 2020 in Zusammenhang mit einer COVID-19-Infektion.

## Einzelbelege
1. ↑  Traueranzeige in den Schorndorfer Nachrichten vom 31. Dezember 2020

| Personendaten    | Personendaten                  |
| ---------------- | ------------------------------ |
| NAME             | Bühler, Rudolf                 |
| ALTERNATIVNAMEN  | Bühler, Rudi                   |
| KURZBESCHREIBUNG | deutscher Politiker (Rep), MdL |
| GEBURTSDATUM     | 24. August 1939                |
| GEBURTSORT       | Rammelsbach                    |
| STERBEDATUM      | 23. Dezember 2020              |
| STERBEORT        | Schorndorf                     |